# Don Arden
Don Arden, nascido Harry Levy (Manchester, 4 de janeiro de 1926  –  Los Angeles, 21 de julho de 2007), era um agente musical e homem de negócios britânico. Ele foi responsável por supervisionar as carreiras de grupos de rock como Small Faces, Electric Light Orchestra e Black Sabbath.
Ganhou notoriedade no Reino Unido por suas táticas de negócios agressivas e, às vezes ilegais, o que o levou a ser apelidado de "Mister Big ", "O Poderoso Chefão Inglés" e "O Al Capone do Pop". Ele era pai de Sharon Osbourne (e sogro de Ozzy Osbourne) e David Levy, fruto de seu relacionamento com Hope Shaw, uma dançarina e professora de ballet, que morreu em 1998.